# بن عميرة

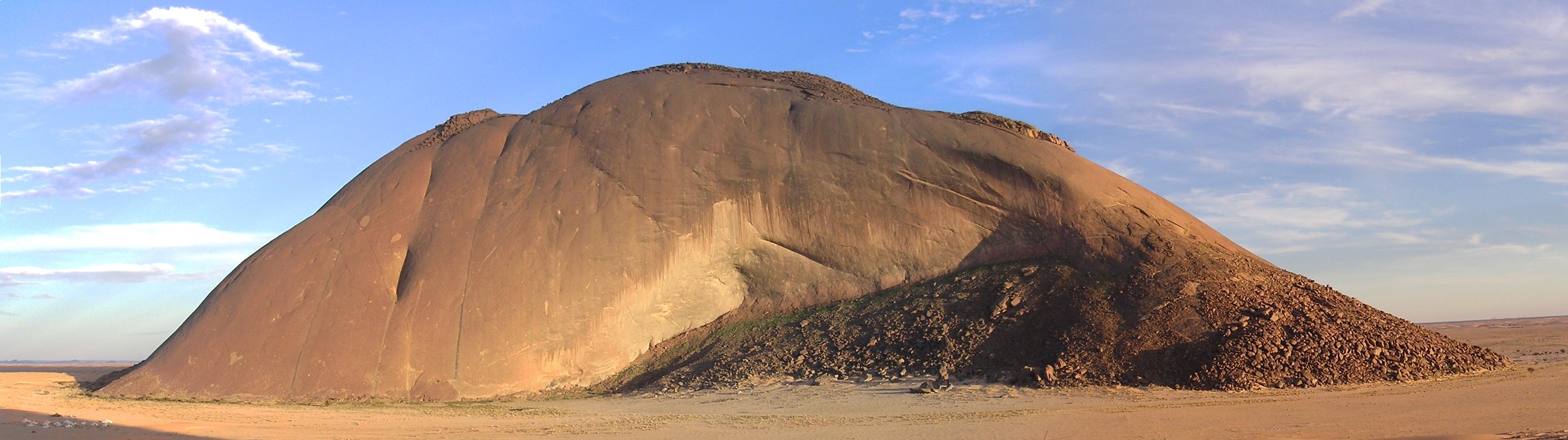
مونوليث بن عميرة

بن عميرة هو أكبر مونوليث في إفريقيا يرتفع 633 مترًا (2027 قدمًا) فوق أرض الصحراء. هو ثاني أكبر كتلة متراصة في العالم بعد أولورو في أستراليا. يقع بن عميرة في موريتانيا بالقرب من الحدود مع الصحراء الغربية. يقع على بعد 4 كيلومترات شمال مسار القطار الذي ينقل خام الحديد بين نواذيبو وشوم.
بالقرب منه هناك مونوليث أصغر يسمى عائشة على بعد 20 دقيقة بالسيارة غرب بن عميرة. في عام 1999، احتفل عشرات الفنانين المشهورين عالميًا بالألفية؛ من خلال نحت الصخور في المونوليث عائشة. نحتوا أشكالاً حيوانية وكذلك تجريدية. بعض الأعمال الفنية عبارة عن قطع تركيبة؛ تتجاوز سطح الصخرة، وتستخدم أحجارًا متعددة في تكوينات محددة؛ لخلق تأثيرهم.

## مونوليثات جيولوجية لأفريقيا
- جبل براندبرغ، ناميبيا
- أسو روك، نيجيريا
- زوما روك، نيجيريا